# ميسم محسن أبو خشبة
ميسم محسن أبو خشبة لاعبة كرة قدم أردنية مسلمة من مواليد 18 مايو 1993) وتلعب كمهاجم . كانت عضوًا في المنتخب الوطني للسيدات الأردني.

## المسيرة الدولية
شاركت أبو خشبة مع منتخب الأردن على المستوى الأول خلال تصفيات كأس آسيا للسيدات 2014.

## روابط خارجية
- ميسم محسن أبو خشبة  على سكروي
- اللاعبة ميسم ابو خشبة - الاتحاد الأردني لكرةالقدم